# 955 Alstede
955 Alstede, asteroid glavnog pojasa. Otkrio ga je Karl Wilhelm Reinmuth, 5. kolovoza 1921.

## Vanjske poveznice
- Minor Planet Center